# Vache
Pour les articles homonymes, voir Vache (homonymie) et Vaché.
Pour un article plus général, voir Bos taurus.

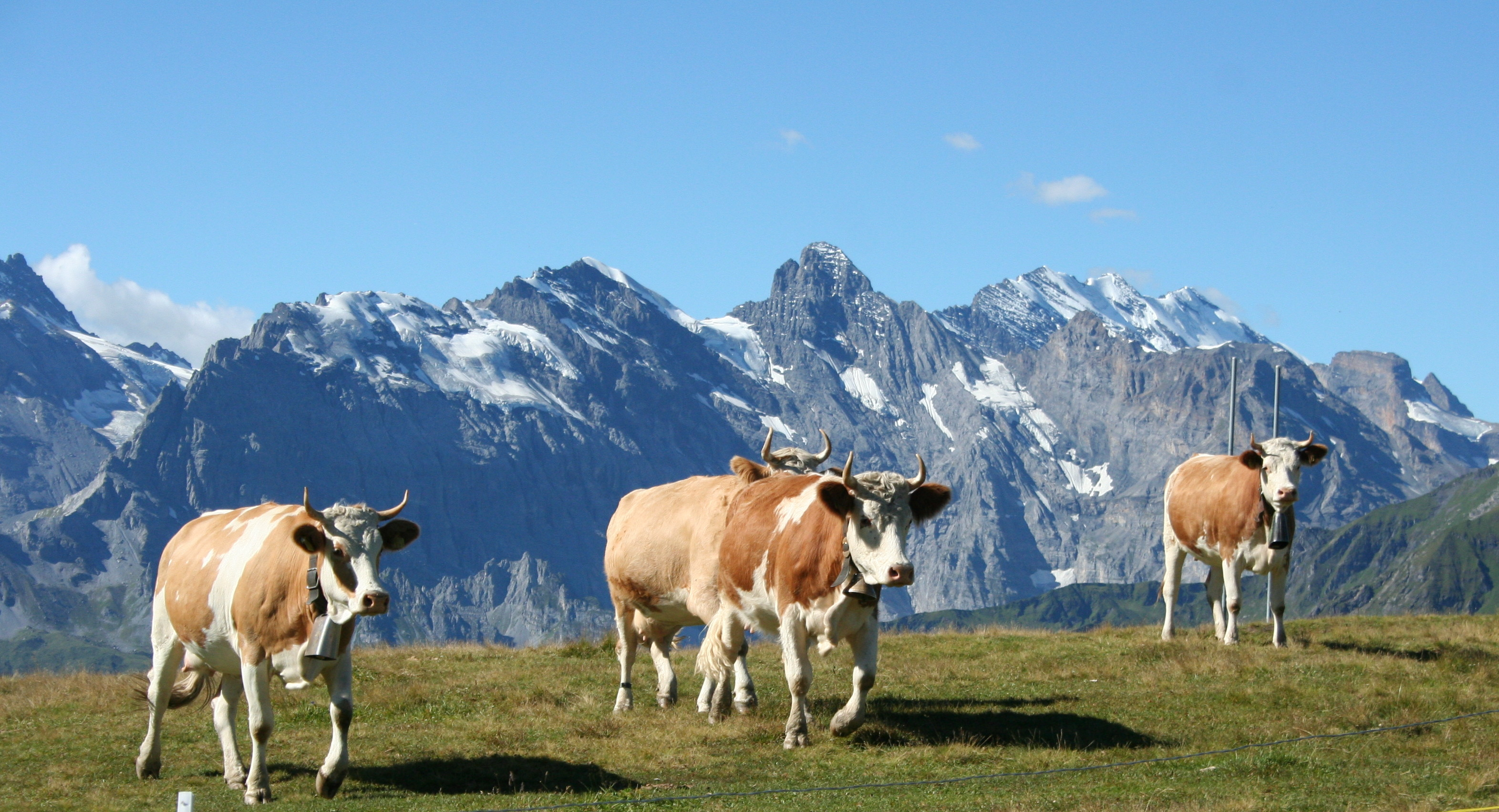
Vaches laitières en alpage, Suisse

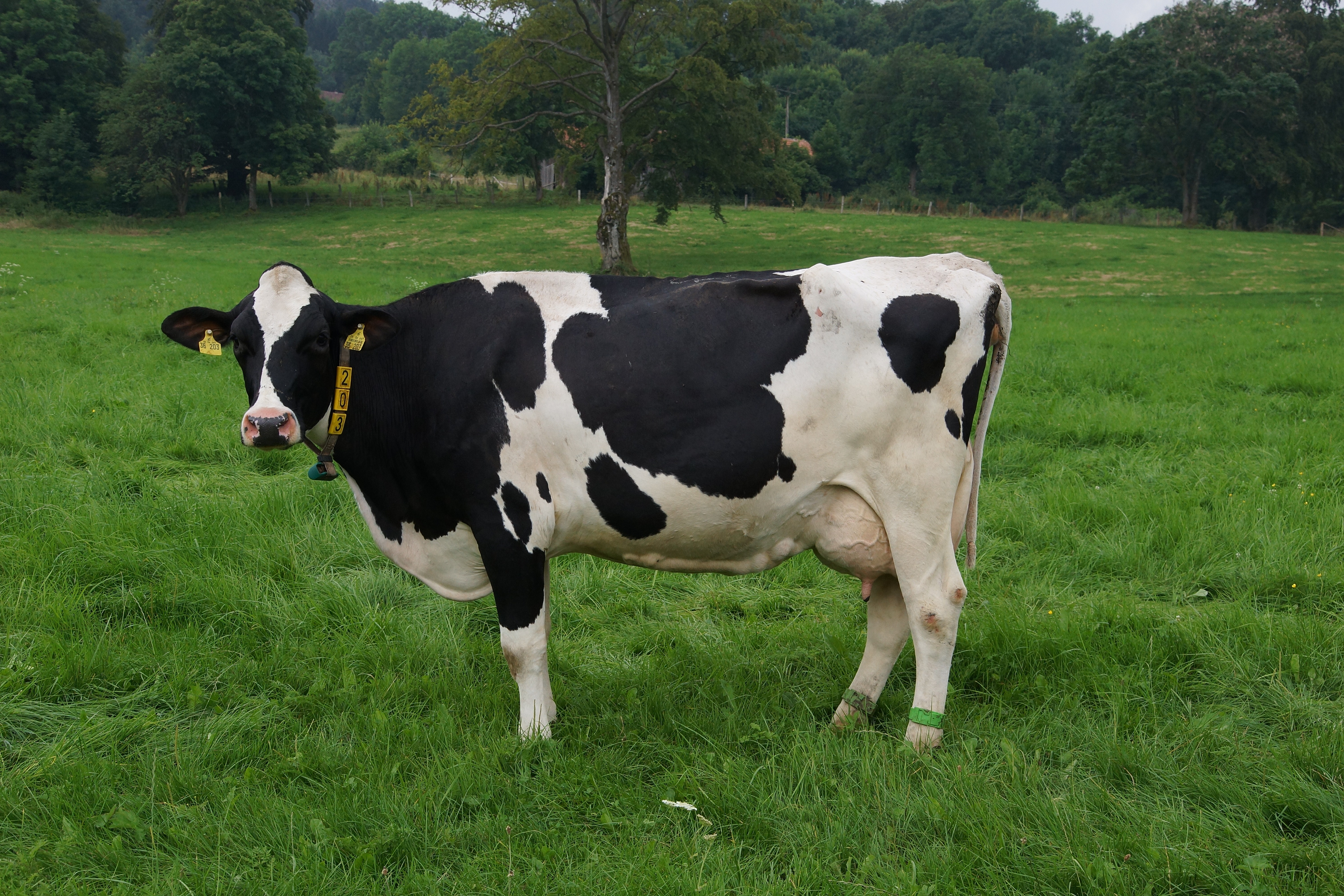
Vache de race holstein.

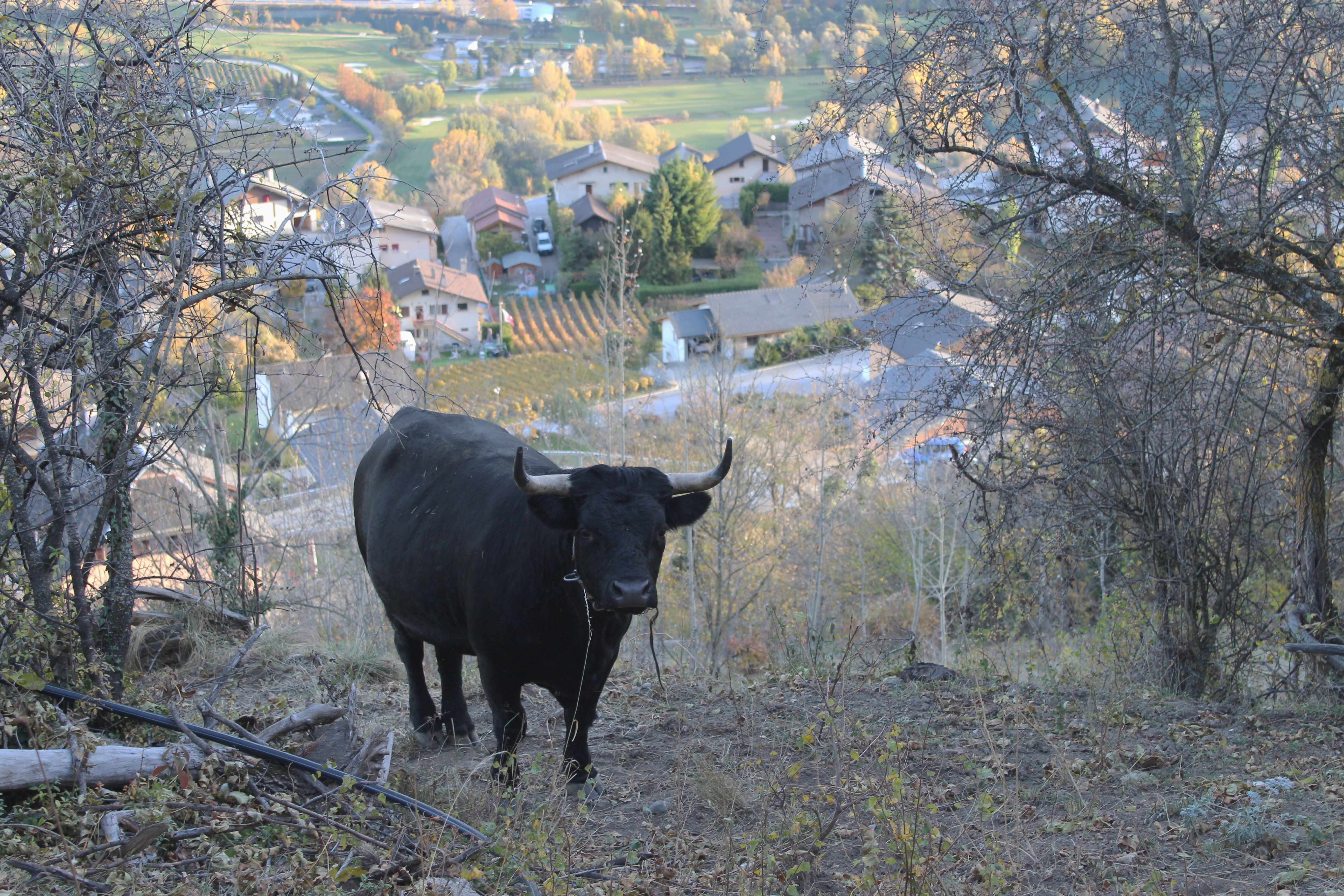
Vache de la race d'Hérens à Chelin.

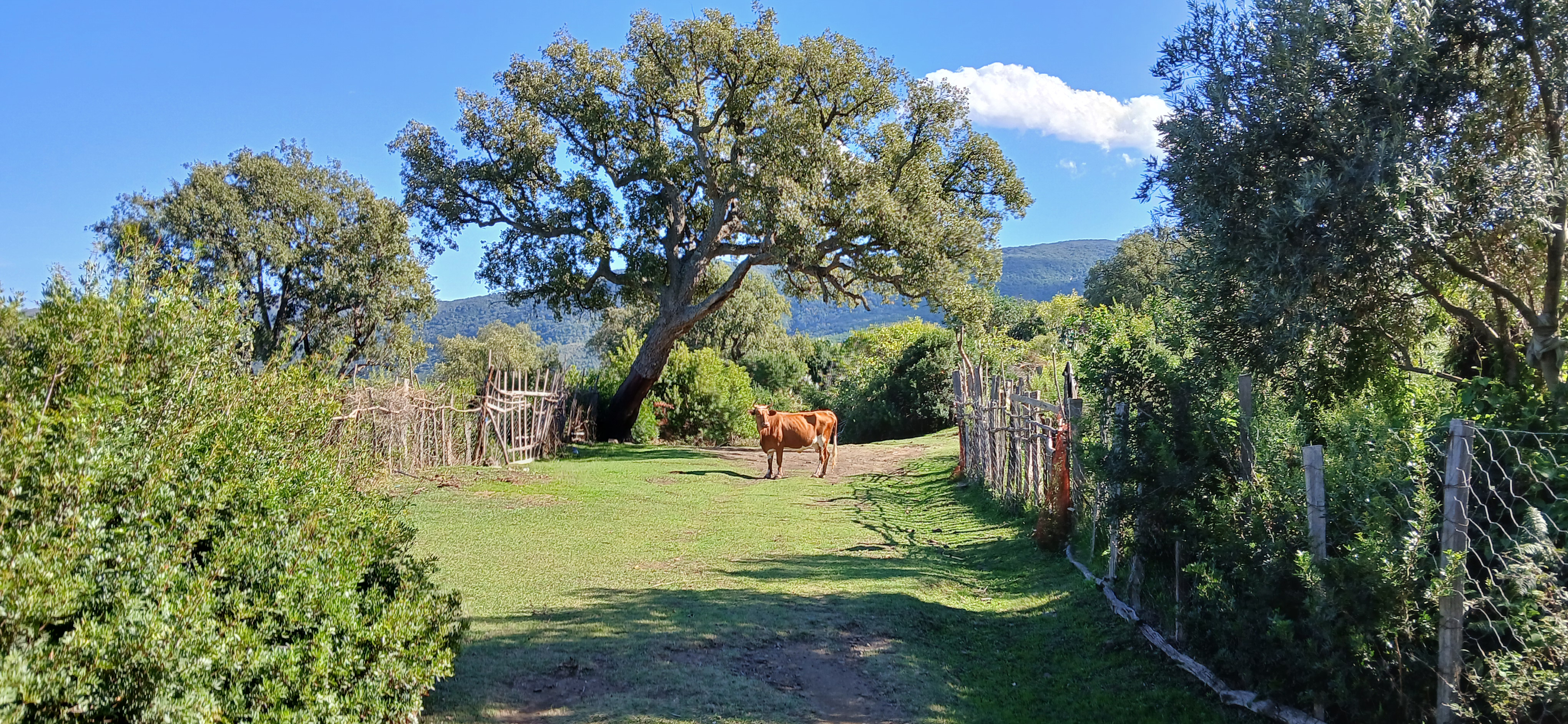
Vache en pâture à Seraïdi en Algérie.

Vache est le nom de la femelle adulte de l'espèce Bos taurus, un ruminant appartenant à la famille des bovidés.
Par extension, surtout en élevage laitier, ce nom est utilisé pour désigner l'espèce dans son entier, peut-être parce qu'il s'agit du sexe considéré comme productif.
Les individus mâles sont appelés taureaux, ou bœufs s'ils sont castrés, et les jeunes, veaux. Une génisse ou vachette, appelée aussi taure au Québec ou dans le Poitou, est une vache qui n'a pas vêlé. Descendant de plusieurs sous-espèces d'aurochs, les bovins actuels (zébus compris) sont élevés pour produire du lait et de la viande, ou comme animaux de trait. En Inde, la vache est sacrée. Le mot vache vient du latin vacca, de même sens,.
En dehors de Bos taurus qui comprend aussi le zébu (Bos taurus indicus) et leur ancêtre l'aurochs (Bos taurus primigenius), le mot vache peut désigner la femelle du bison (Bison spp.) de même que bisonne, celle du yack (Bos grunniens) ou « vache de Tartarie » qui peut aussi désigner l'espèce dans son entier, et celle de l'orignal (Alces americanus). Par contre la femelle du buffle, qui ressemble beaucoup à une vache, est toujours appelée bufflonne ou bufflesse.

## Description
Pour un article plus général, voir Bos taurus.
Le poids moyen d'une vache adulte varie en fonction de la race de 500 à 900 kg. Elle est plus petite que le taureau.
Les bovins n'ont pas d'incisives supérieures, ils ne peuvent pas très bien mordre l'herbe et leurs dents servent principalement à broyer la nourriture. Pour se nourrir, les bovins utilisent leur langue pour ramasser l'herbe, puis la pincer entre leurs incisives inférieures et leur bourrelet gingival.

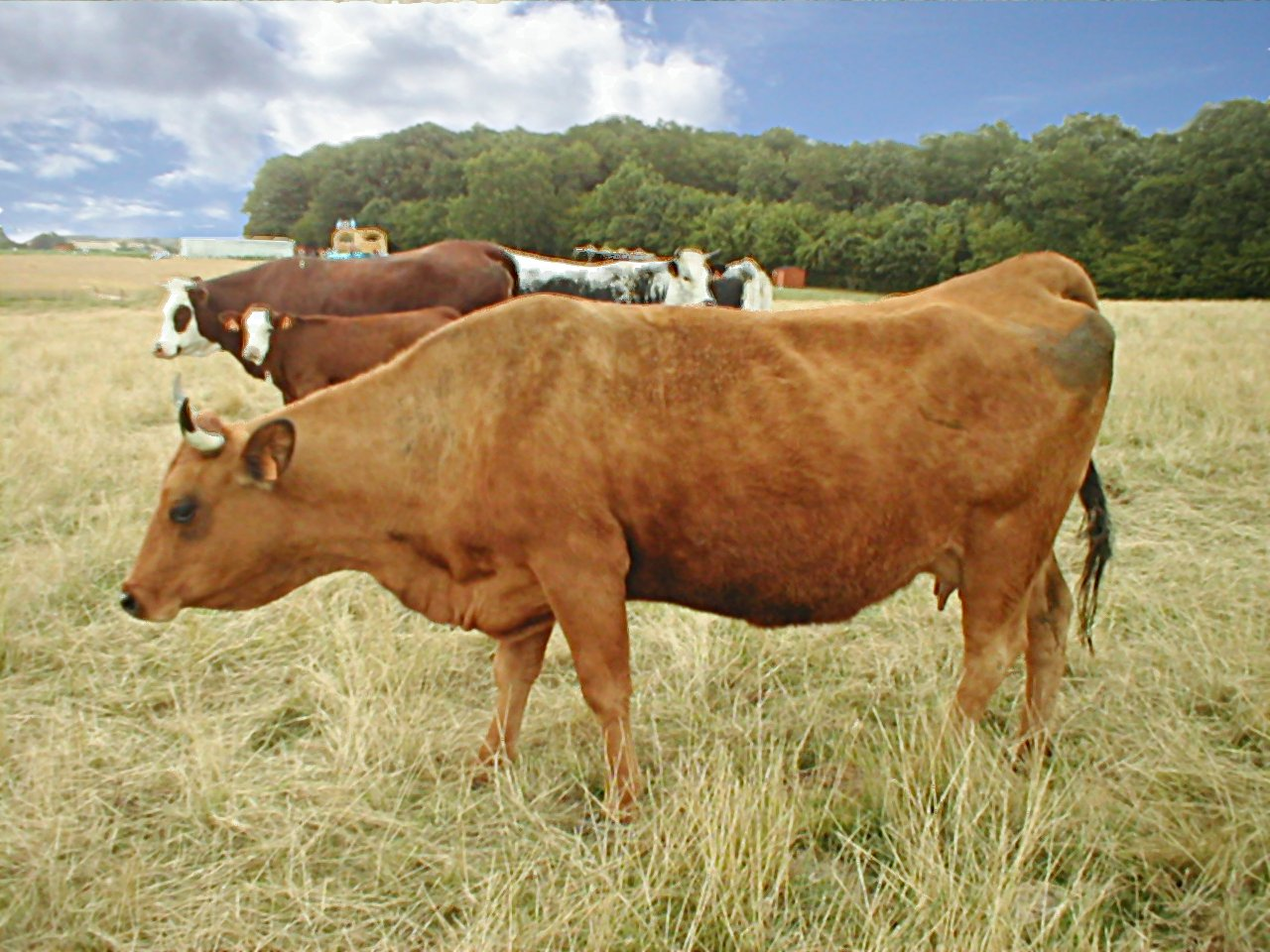
Vache de race tarentaise.
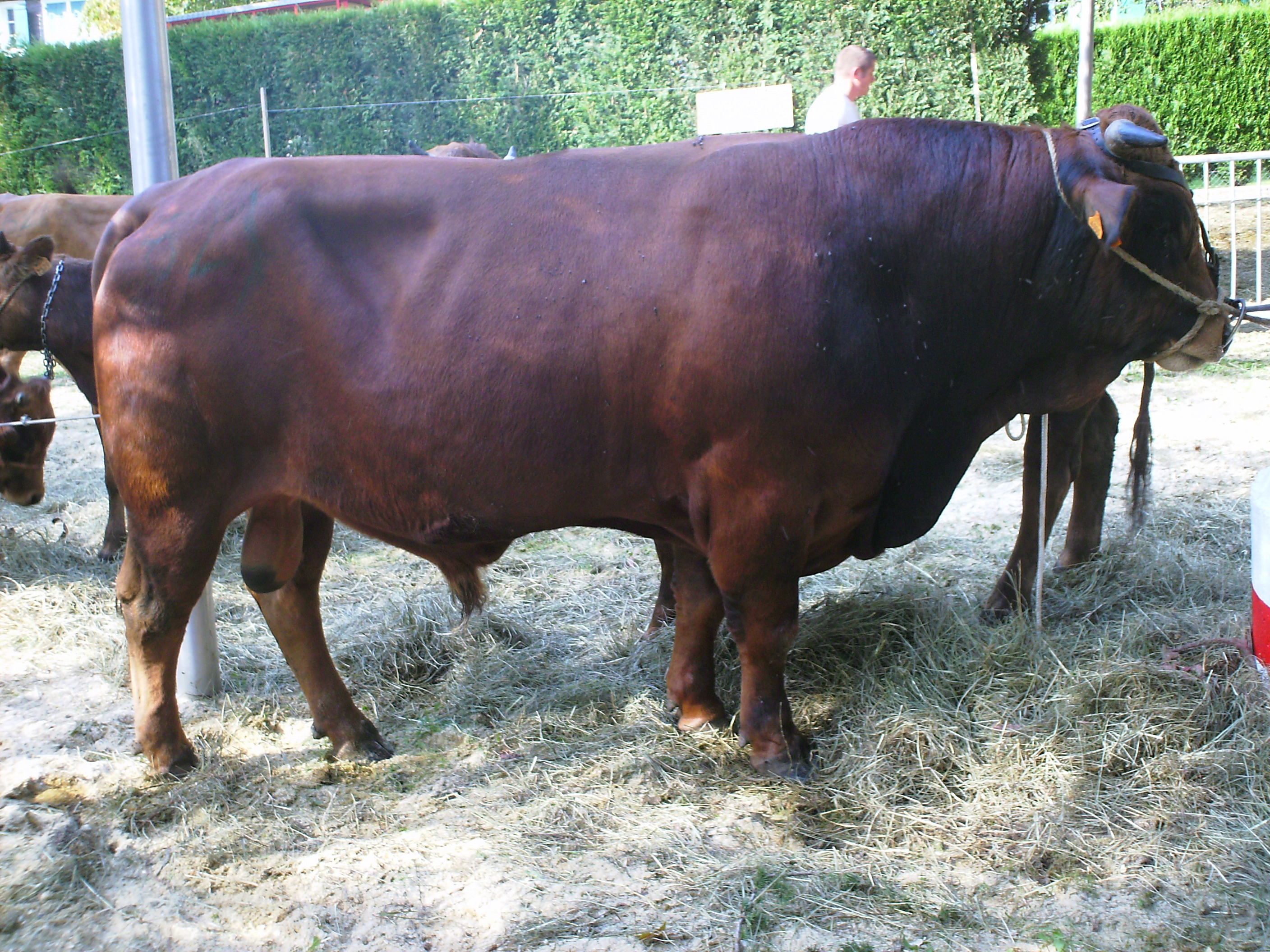
Taureau de race tarentaise.

## Comportements

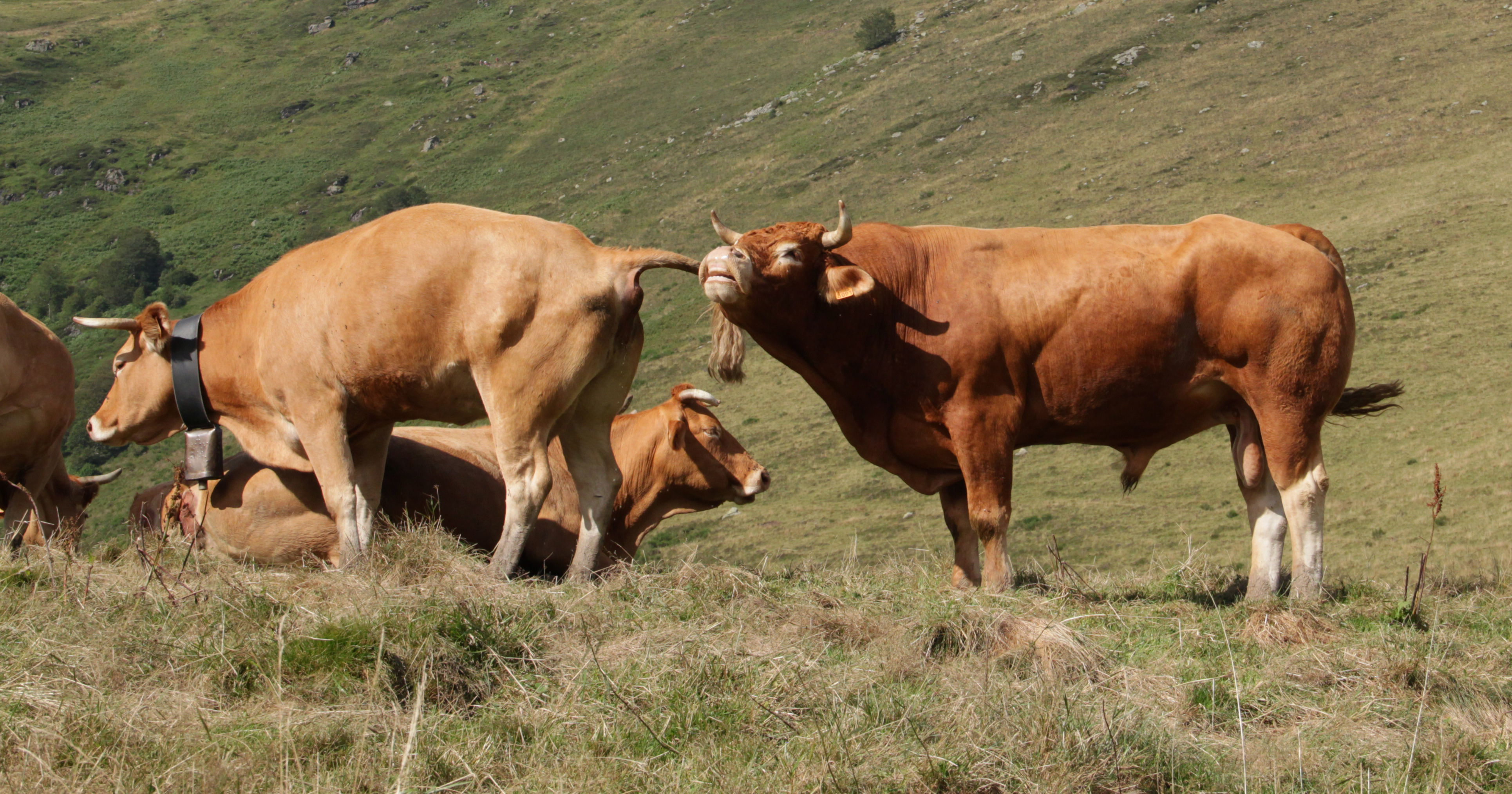
Comportement de flehmen chez un taureau humant les urines d'une vache pour détecter la femelle en chaleurs.

Les études éthologiques sur le budget temps (durée allouée par l'animal à chacune de ses activités, sur une période de 24 heures) permettent de comptabiliser la répartition de ces activités : globalement, une vache vivant en pâturage permanent, passe huit heures à marcher et paître, huit heures à ruminer (majoritairement couchée dans un état de somnolence) et huit heures à d'autres activités (abreuvement, interactions sociales telles que le toilettage, et majoritairement repos, ventre au sol, pattes antérieures repliées),.

### Toilettage
Les vaches adoptent trois types de comportement de toilettage : le toilettage individuel (soin corporel permettant le nettoyage de la boue, des fèces, de l'urine, des insectes et des ectoparasites), le toilettage maternel (il permet le séchage du veau, l'imprégnation olfactive et son guidage vers le corps de la mère pour la première têtée) et le toilettage social (soin qui permet d'entretenir les zones corporelles que le congénère ne peut atteindre lui-même, de maintenir ou de renforcer le lien social, et d'apaiser les vaches souffrantes et malades).

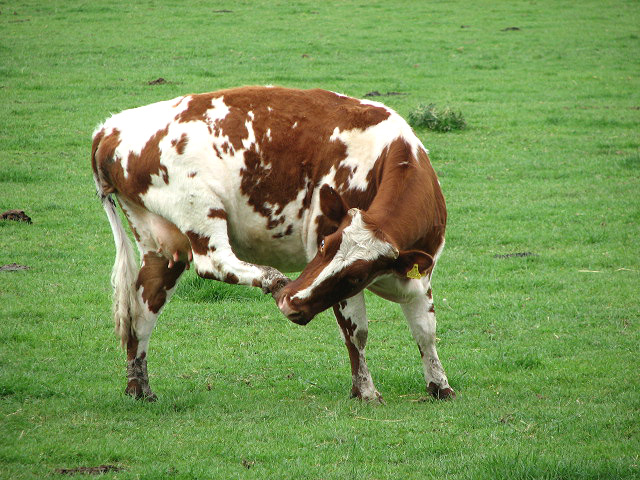
Comportement de toilettage individuel.
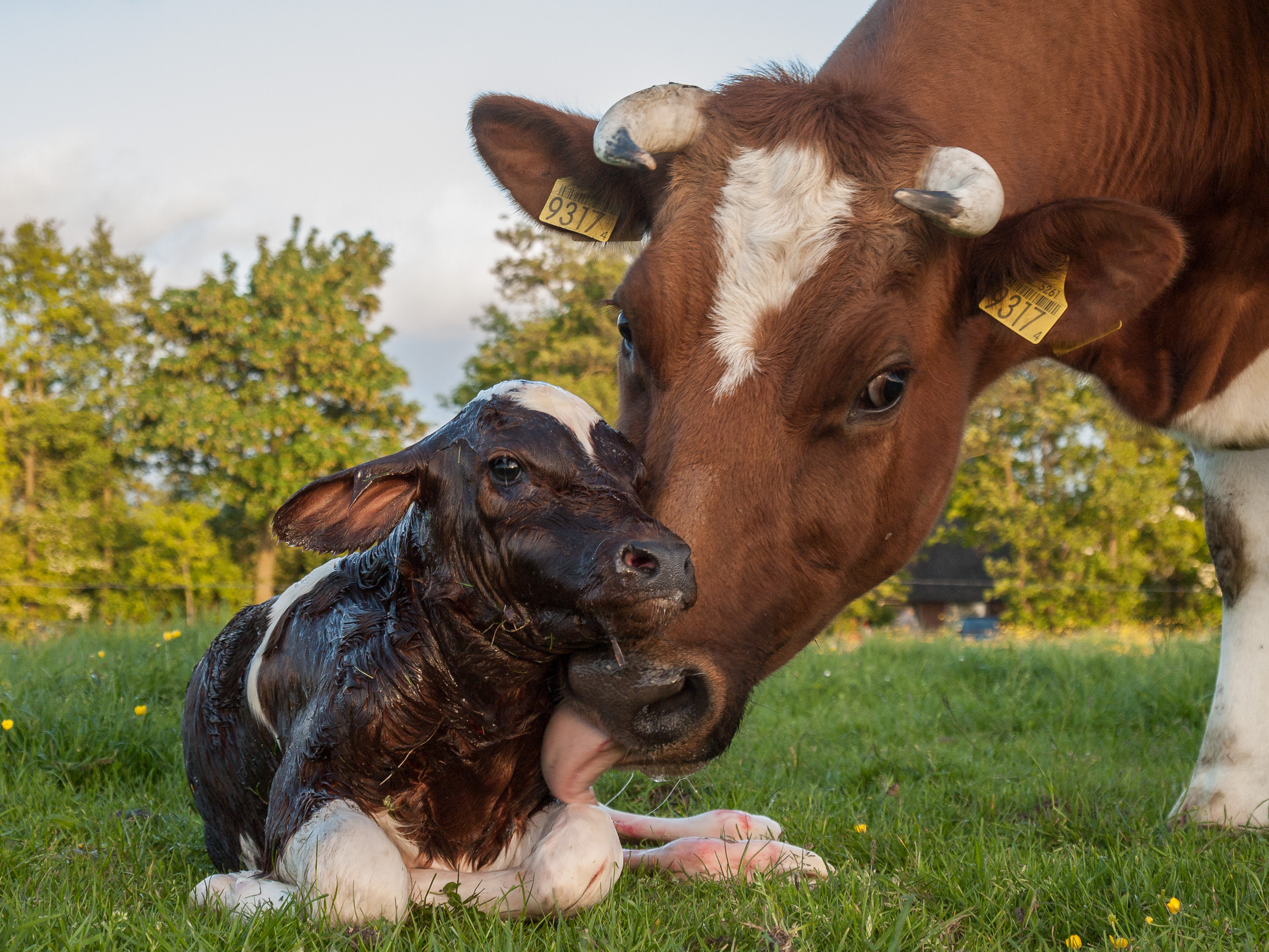
Épisode de toilettage maternel.
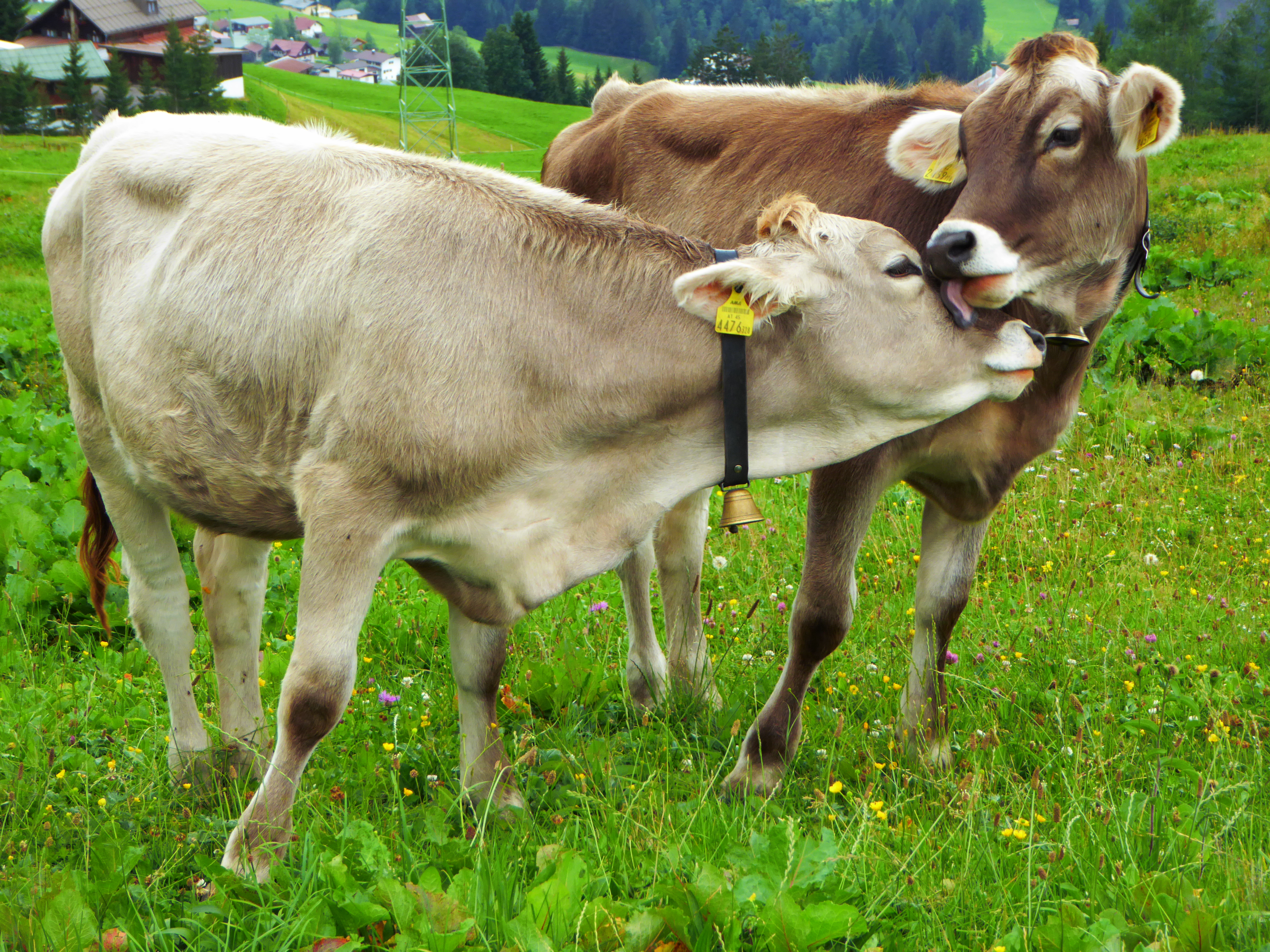
Le toilettage social par léchage peut être initié par une sollicitation[13].

### Fourragement
Ruminants relativement peu sélectifs, les vaches consomment de grandes quantités d'espèces herbacées et de fourrage. Du fait de la largeur de leur mâchoire, elles ouvrent les tapis continus d'herbages, créant des trouées qui favorisent le développement d'espèces végétales peu représentées dans les pelouses homogènes non pâturées par ces dernières et qui sont consommées par d'autres grands herbivores (cerfs, moutons). Les vaches choisissent des plantes annuelles
plutôt que vivaces pour leur plus grande appétibilité.

## Élevage

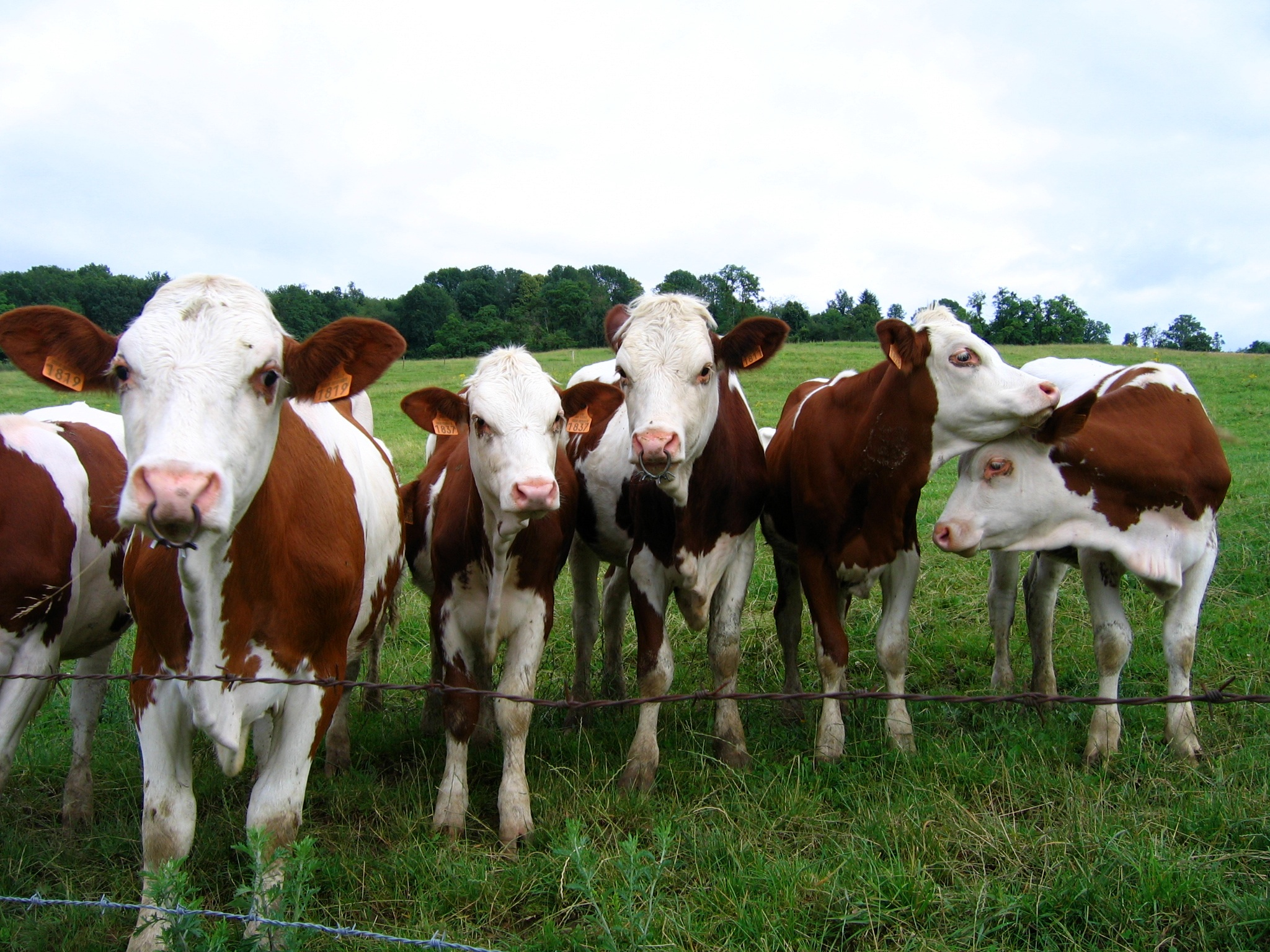
Génisses montbéliardes.

Alors que les taureaux sont destinés principalement à la boucherie et rarement à la reproduction, les vaches sont le plus souvent destinées à assurer le renouvellement du troupeau ou la production de lait. La vache est élevée soit pour son lait (races de vaches laitières), soit pour la production de viande (races à viande ou « allaitantes »), soit pour les deux (races mixtes).
Comme tous les mammifères, une vache ne peut donner du lait qu'à partir du moment où elle a mis bas. Avant d'avoir eu son premier veau, la jeune femelle est appelée génisse.
Les vaches laitières sont normalement mises à l'engraissement et envoyées à l'abattoir (vaches de réforme) vers l'âge de 8 ans. Elles fournissent en France l'essentiel de ce qui est commercialisé sous la dénomination « viande de bœuf » (80 % en 2013). 
La France comptait 18,9 millions de vaches en 2006 et 18,7 millions de têtes de vaches en France en 2011. 
35 % du cheptel (toutes vaches confondues) vit dans le centre de la France. 39 % du même cheptel est en Bretagne, Pays de la Loire et Basse-Normandie.
La Prim’Holstein est la race laitière la plus répandue en France.
De 1985 à 2011, le nombre de vaches allaitantes a augmenté, passant de 3 339 000 à 4 108 000 têtes (soit +23 % en 26 ans). 
Dans le même temps le nombre de vaches laitières est passé de 6 538 000 à 3 678 000 têtes (soit -44 %).
C'est après fin 2003 que le nombre de vaches allaitantes a dépassé le nombre de vaches laitières.

Répartition des laitières et allaitantes par région : fort nombre de têtes de vaches allaitantes en Pays de Loire, ainsi que dans la diagonale Bourgogne, Massif-Central, Midi-Pyrénées. Et fort nombre de têtes de vaches laitières à l'Ouest (Bretagne, Pays de la Loire, Basse-Normandie).
Près de deux millions de veaux de boucherie (ou veaux de lait) sont abattus chaque année en France, dont la plus grande partie provient du cheptel de vaches laitières.

## Dans la culture

### Héraldique

Blason du Béarn

- Blason du Béarn (France)[21]
- Blason du Mauvezin (Gers)

### Religions et mythologies

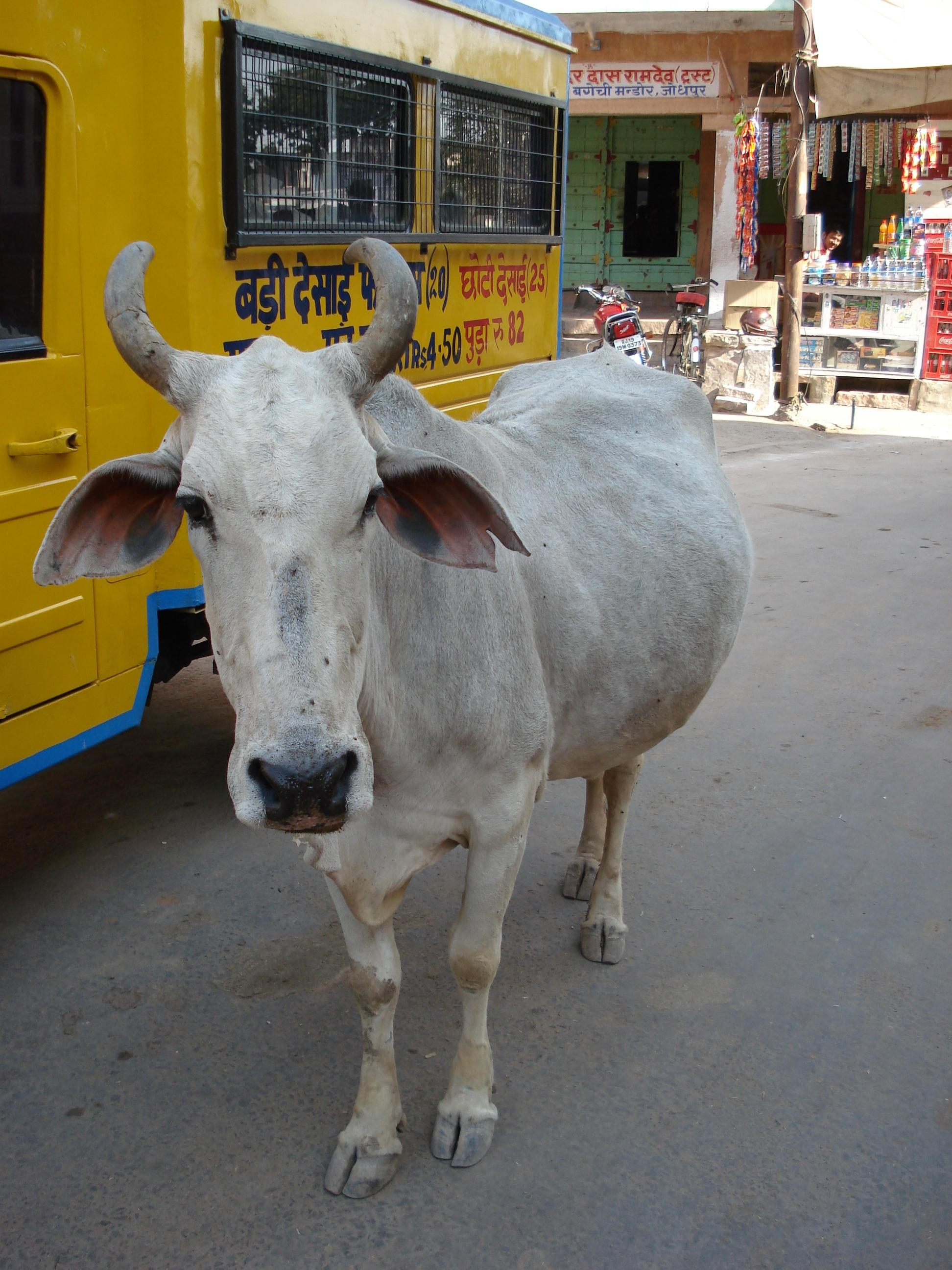
Vache sacrée indienne.

En Inde, une grande partie de la population considère traditionnellement les vaches comme des animaux sacrés. Elles sont libres de se promener dans les rues et jusque sur les autoroutes. Elles ne sont pas destinées à être mangées mais fournissent le lait nécessaire aux rituels religieux. Le barattage de la mer de lait est un des mythes de la cosmogonie indienne. 
La vache Audhumla est un mythe cosmogonique de la mythologie scandinave.
La sourate Al-Baqara (en arabe : سورة البقرة, Sūratu al-Baqarah, « La vache ») est la deuxième et la plus longue sourate du Coran. Le nom de « sourate de la vache » fait référence à un différend entre Moïse et les Israélites à propos d'une vache qu'ils doivent sacrifier afin de connaître le meurtrier d'un homme tué. Ne pas confondre avec l'incident biblique où Moïse interdit d'adorer le veau d'or.
La Torah fait référence au rite de la Vache rousse.

### Langage

Comparaison du commerce de la Grande-Bretagne et d'une vache-à-lait.

Proverbe : « À chacun son métier, et les vaches seront bien gardées. »
Expressions :
- pleuvoir « comme vache qui pisse » : pleuvoir dru ;
- « mort aux vaches ! » : une insulte à l'égard des forces de l'ordre (police et gendarmerie) ;
- « être vache » avec quelqu'un : être très sévère, voire injuste avec quelqu'un ; on dit aussi « une peau de vache » ;
- Période de « vaches maigres » : période de difficultés financières (référence à la Genèse, 41) ;
- « vachement » (adverbe, populaire) : très, beaucoup ;
- « la vache ! » (locution) : marque la surprise, l'admiration ou le dépit ;
- « vachard » : adjectif qualifiant quelque chose ou quelqu'un qui vous prend en traitre ;
- « vache à lait » : personne ou institution dont on tire profit abusivement ;
- « adieu veau, vache, cochon, couvée » : finis les beaux rêves (expression tirée de la fable de La Fontaine : La Laitière et le Pot au lait) ;
- « l'amour vache » : désigne un amour s'exprimant par des moqueries, des disputes, des brimades (chanson: ‘’Une jolie fleur dans une peau d'vache de Georges Brassens ; Huguette et Raymond dans « Scènes de Ménage ») ;
- « parler français comme une vache espagnole[24],[25] : commettre de grosses fautes de français ;
- « manger de la vache enragée » : au début du XVIIIe siècle cette expression signifiait mener une vie de dures privations ou vivre dans la misère. Par méconnaissance de cette origine, elle est devenue : être énervé, excitée ou de mauvaise humeur ;
- « être sur le plancher des vaches » : être sur Terre.

### Représentations

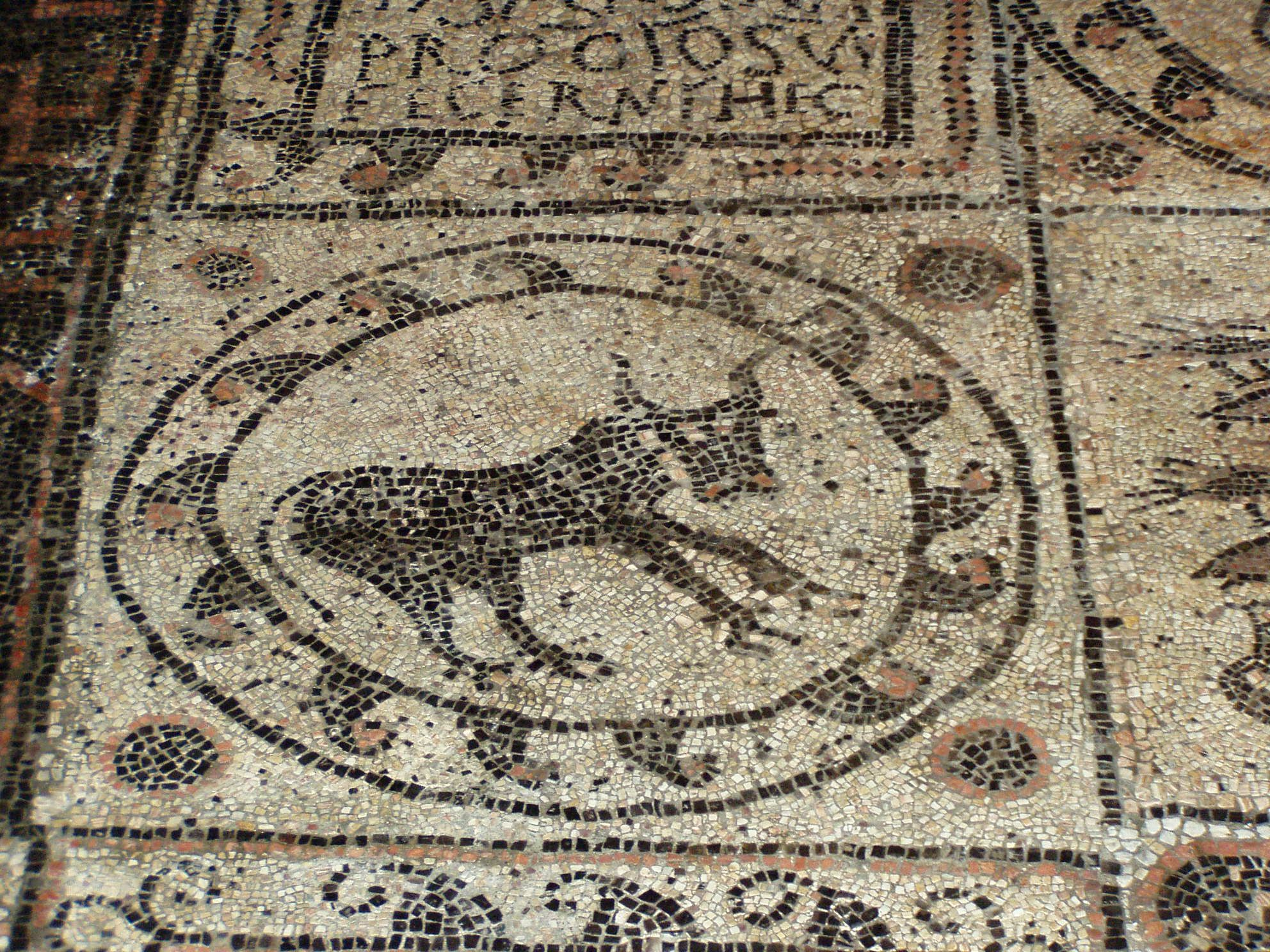
Mosaïque romaine.
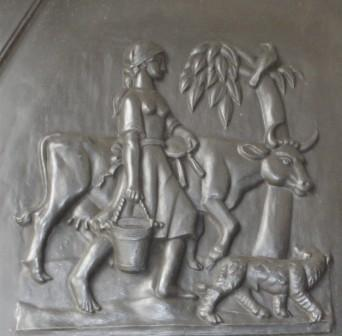
Scène de traite sur une porte de la cathédrale de Guildford
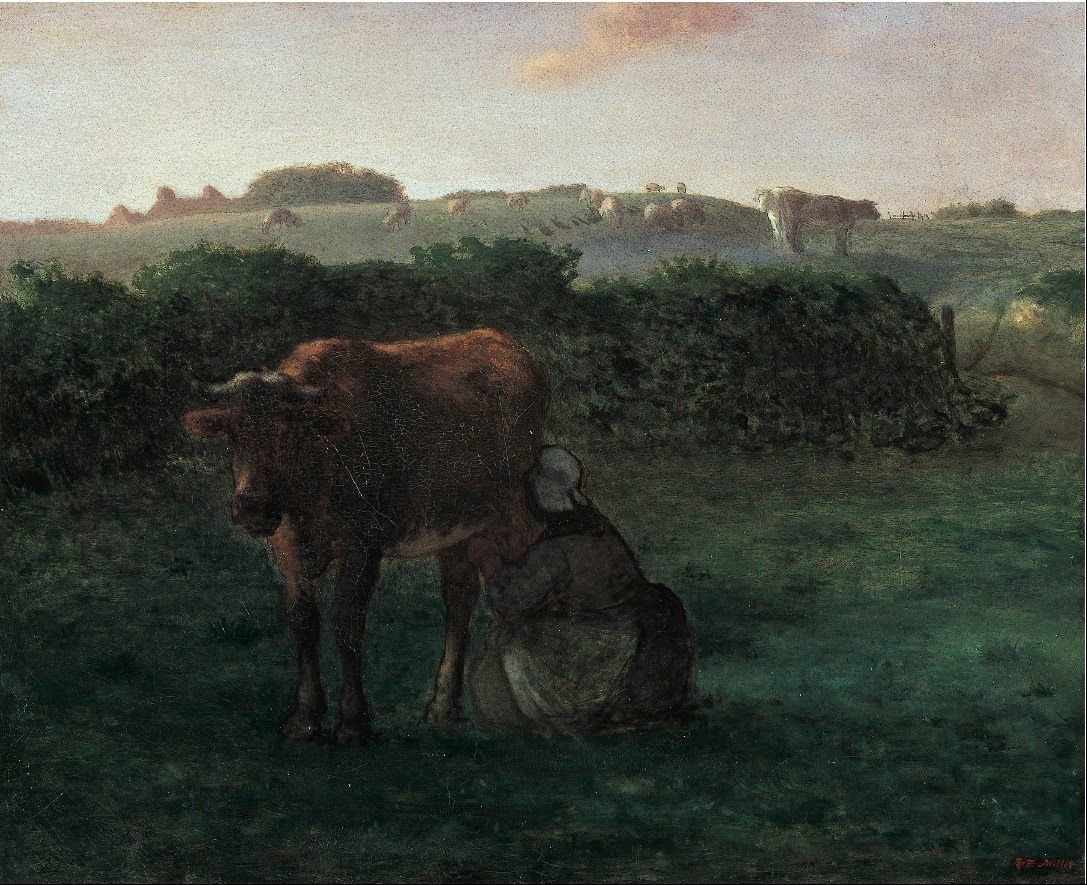
Femme trayant une vache Jean-François Millet, 1854-1860 Musée d'Art Bridgestone, Tokyo
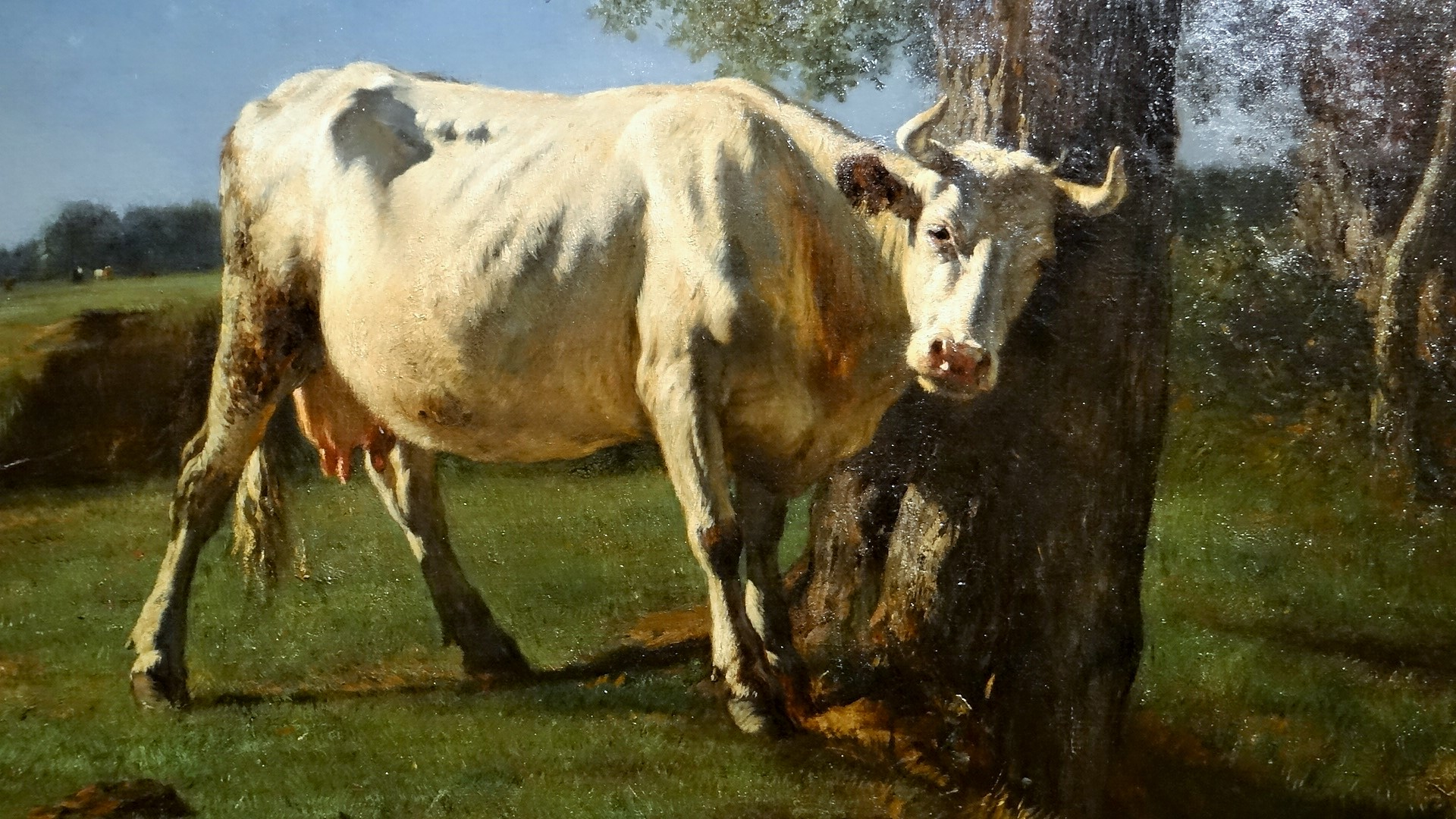
Vache qui se gratte Constant Troyon, 1859
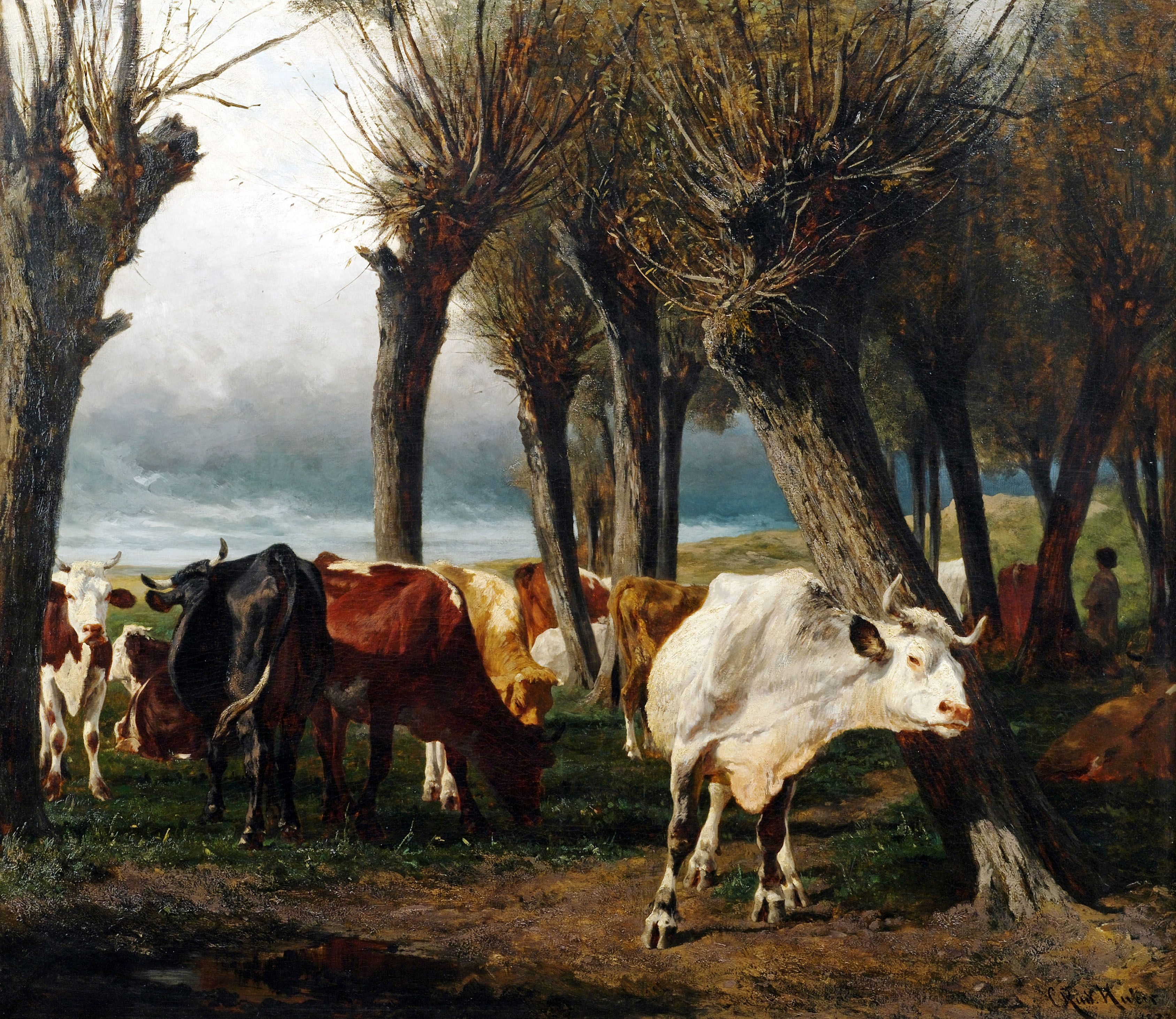
Carl Rudolf Huber, 1873
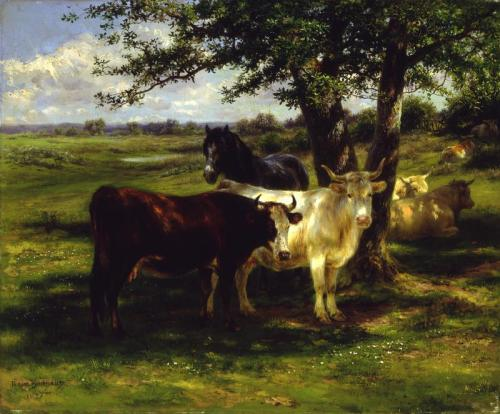
Vaches au repos à l'ombre Rosa Bonheur, 1877
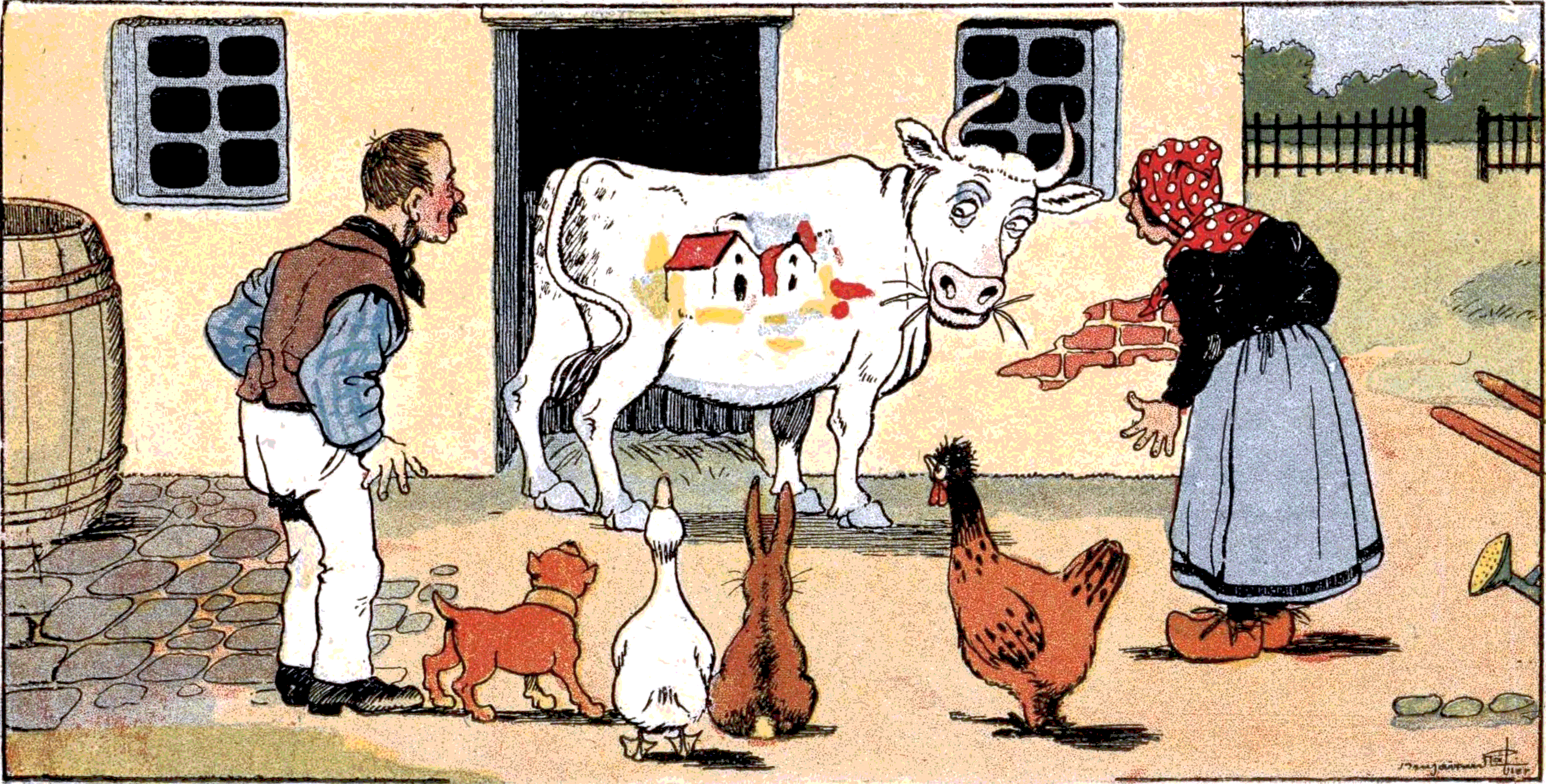
Dessin de bande-dessinée Benjamin Rabier
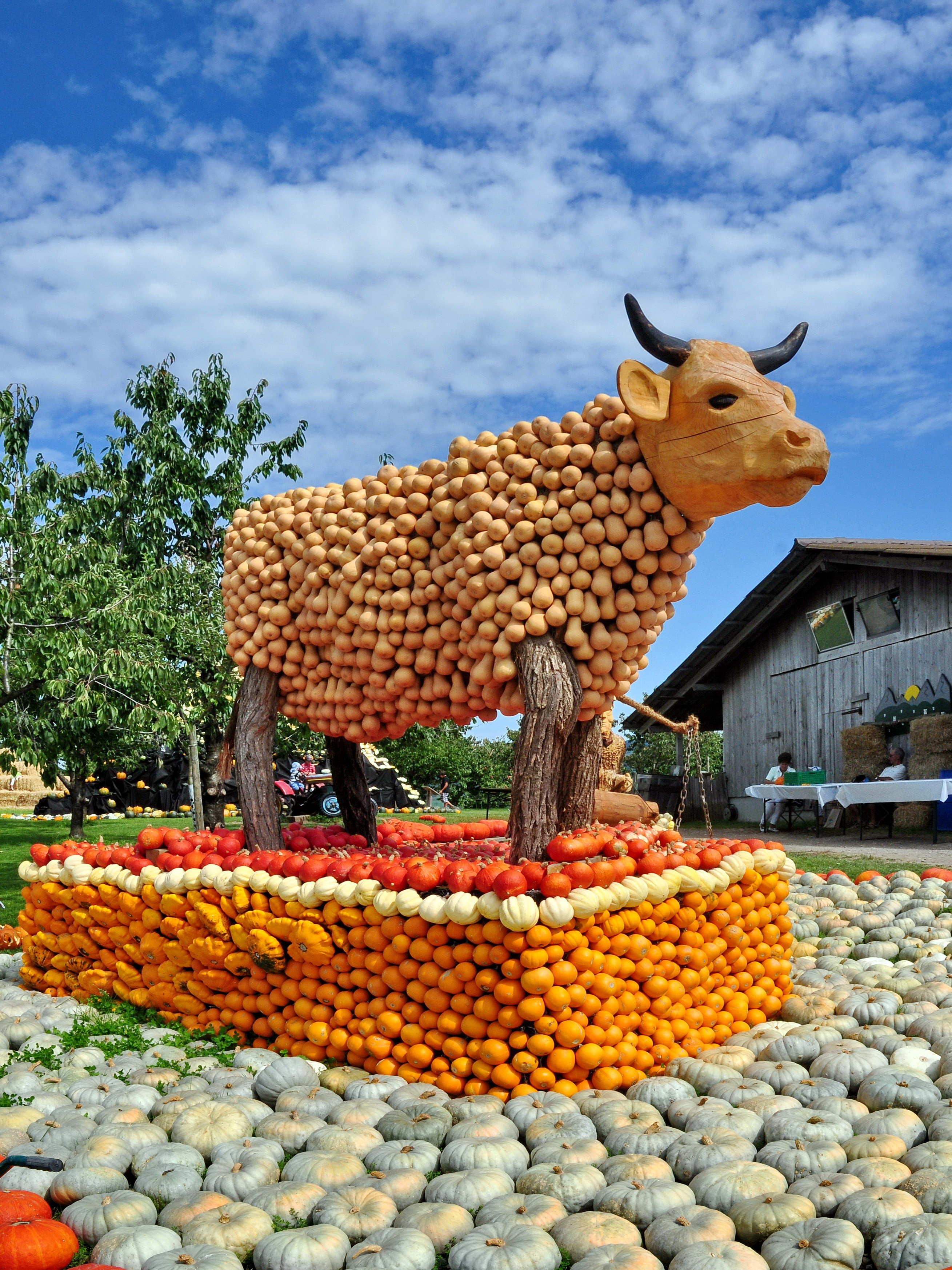
Sculpture de vache en courges

### Cinéma
- La Vache et le Prisonnier (1959)
- La Vache (1969)
- Tendrement vache (1979)
- La Vache et le Président (2000)
- La Vache (2016)
- Petit Paysan (2017)

### Symbolique
- Dans le calendrier républicain, la Vache était le nom attribué au 15e jour du mois de pluviôse[26].